# Kanardi
Kanardi (v francoščini "raca") so strukture na letalih nameščena pred glavnimi krili. Ime "canard" je dobilo po letalu iz leta 1906 Santos-Dumont 14-bis, ki je Francoze spominjalo na raco.. Pozneje so dali ime letalu Fabre Hydravion ime "Le Canard". Od takrat naprej se vsem letalom s takimi predkrilci daje ime kanardi.
Prvo letalo bratov Wright Flyer I je bilo kanard konstrukcije, ta konfiguracija pa se lahko vidi tudi na modernih lovskih letalih, kot so Eurofighter Typhoon, Dassault Rafale ter Saab 39 Gripen.
Kanarde se uporablja za različne namene: vzgon, stabilnost (nestabilnost), izboljšano krmarljivost, trimanje, spremembo zračnega toka.
Obstajata dva razreda vzgonski kanard in kanard za krmiljenje.

### Vzgonski kanard
Vzgonski kanardi skupaj z krilom proizvaja vzgon.. Ta konfiguracija omogoča manjše glavno krilo in večjo aerodinamično efektivnost, vendar je lahko v nekaterih primerih letalo nestabilno. Zato je zelo pomemben položaj centra gravitacije. Primer letal z vzgonskimi kanardi so Rutan VariEze, Piaggio P.180 Avanti in Beechcraft Starship. 
Pri konvencionalnih brez kanardov letalih višinsko krmilo proizvaja negativni vzgon (glavno krilo mora tako še dodatno proizvajati vzgon), za večjo stabilnost. To konfiguracijo  uporabljajo praktična vsa potniška in tovorna letala

### Kanard za kriljenje
Poveča manevrirnost (krmarljivost letala). Večino vzgona proizvaja glavno krilo in kanard ne proizvaja vzgon v normalnem letu. Večina lovskih letal uporablja to konfiguracijo. Kanard je v največkrat voden z računalnikom. Veliko sodobnih lovcev je aerodinamično nestabilnih za večjo manevrirnost, pilotovi ukazi vodijo krmilne površine preko računalnika t. i. umetna (artificial) stabilnost.

## Letala z kanardi
Pionirska leta (1900-1914)
- Wright Glider, 1902
- Wright Flyer, 1903
- Voisin jadralno letalo 1904
- Santos-Dumont 14-bis, 1906
- AEA June Bug, 1908
- Roe I Biplane, 1908
- Fabre Hydravion "Le canard", 1910, prvo vodno letalo
- Voisin Canard, 1911
- Besson canard, 1911[7]

Med prvo svetovno vojno ni bilo letal z kanardi
1919-1945
- Focke-Wulf F 19, 1
- Focke-Wulf Fw 42, 1932 dvomotorni bombnik[8]
- Beltrame Colibri, 1938
- Ambrosini SS.4, 1939
- Lockheed L-133, 1942 reaktivni lovec
- Curtiss-Wright XP-55 Ascender, 1943 lovec s konfigiuracijo (potisnik) motorja
- Messerschmitt P.1110 Ente, 1945 reaktivni prestreznik[9]
- Kyūshū J7W1 Shinden, 1945 lovec
- MiG-8 Utka, 1945

Povojno obdobje
- North American X-10, 1953
- North American SM-64 Navaho, 1957 raketa
- Avro 730 1957 Mach 3 bombnik
- North American XB-70 Valkyrie, 1964 Mach 3 bombnik
- Saab 37 Viggen, 1967
- Suhoj T-4, 1972 Mach 3 bombnik
- IAI Kfir C2, 1974
- Čengdu J-9, 1975
- Dassault Mirage III, 1981
- Dassault Rafale, 1986
- Atlas Cheetah, 1986
- IAI Lavi, 1986
- Saab JAS 39 Gripen, 1988
- Rockwell-MBB X-31, 1990 ameriškonemški prototip
- Novi Avion, 1991 Jugoslovanski projekt
- Eurofighter Typhoon, 1994
- Čengdu J-10, 1998
- Čengdu J-20, 2011 [10]
- Qaher-313, 2013 Iranski lovec

Povojno obdobje - splošno letalstvo
- Rutan VariViggen, 1972
- Rutan VariEze, 1975
- Rutan Long-EZ, 1979
- Rutan Defiant, 1978
- Gyroflug Speed Canard, 1980
- Rutan Amsoil Racer, 1981
- Rutan Solitaire, 1982
- Chudzik CC-1, 1987[11]
- Junqua Ibis, 1991
- Cozy MK IV
- Velocity SE
- Velocity XL
- Berkut 360
- Steve Wright Stagger-Ez
- Freedom Aviation Phoenix

Povojno obdobje - komercialna letala
- OMAC Laser 300, 1981
- Avtek 400, 1984 e
- Beech Starship, 1986
- AASI Jetcruzer, 1991
- Tupoljev Tu-144 1968 nadzvočno potniško letal
- Piaggio P.180 Avanti

Povojno obdobje - ultralahka letala
- Aviafiber Canard 2FL, 1977
- Pterodactyl Ascender 1980
- Eipper Lotus Microlight, 1982[12]
- e-Go, 2013

Povojno obdobje - drugo
- MacCready Gossamer Condor, 1977
- MacCready Gossamer Albatross, 1979
- Rutan Voyager, 1986 letalo z nonstop let okrog sveta
- Scaled Composites ARES, 1990